# Gästarbete
Gästarbete är tillfälligt förvärvsarbete på främmande ort. Ibland har länder med arbetskraftsbrist särskilda program för att bjuda in gästarbetare. Gästarbetare innefattas inte i begreppet invandrare.
Pengar som en gästarbetare överför till hemlandet kallas remittering.